# Empiri
Empiri (av grekiska ἐμπειρία, erfarenhet) innefattar erfarenheter och sinnesintryck som ligger till grund för upplevelse, tolkning eller slutledning. Ordet empiri kan användas för att beteckna insamlade vetenskapliga data. Filosofen Immanuel Kant kallade kunskap som är beroende av empiri för a posteriori-kunskap. Empiri ställs ofta i motsats till i förväg uppställda teorier, filosofiska resonemang eller A priori-kunskap.

## Empirism

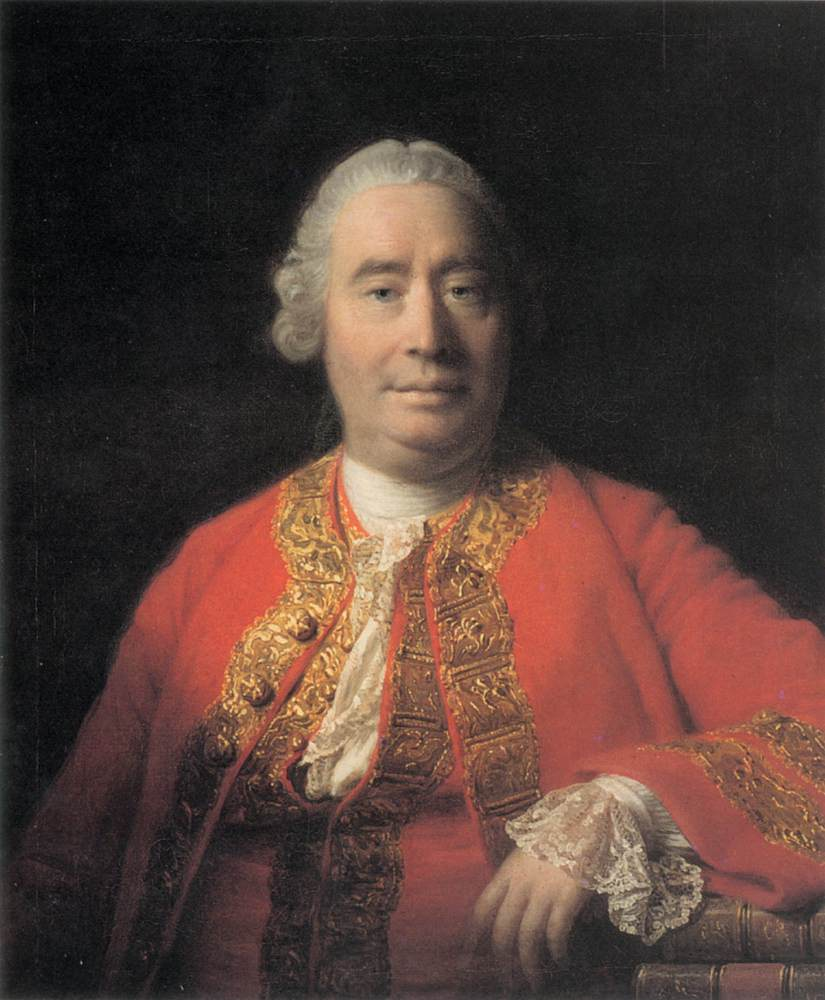
Empiristen David Humes tänkande ledde till bildandet av flera olika skolor.

Empirism är en metod eller en filosofisk riktning, där erfarenhetsmässiga fakta och inte förnuftet bestämmer utformningen av en teori inom ett vetenskapligt område, eller exempelvis behandlingen av en patient inom medicinen. Detta är väsentligt annorlunda än exempelvis hypotetisk deduktion. Grundad teori är en form av empirism.

## Empiriker
Empiriker eller Empirist är en person som menar att endast det som bevisats erfarenhetsmässigt kan betraktas som tillförlitligt. Bland personer som har systematiserat detta filosofiskt, kan nämnas Thomas av Aquino, Aristoteles, Thomas Hobbes, Francis Bacon, John Locke, Voltaire, George Berkeley, David Hume och personerna i den så kallade Wienkretsen.
Empiriker delar in erfarenheten i en 'yttre erfarenhet', det vi vet om den yttre världen, och en 'inre erfarenhet', det vi genom introspektion vet om våra egna själsverksamheter och själstillstånd. Men våra sinnesförnimmelser, det insamlade materialet för vår yttre erfarenhet, är också dels ett själstillstånd hos oss (bestämningar i vårt medvetande), dels produkter av själsverksamhet. Därför kan det späda barnet och den vuxna människan inte sägas förnimma samma sak, även om det fysiska/fysiologiska förloppet vid sinnesförnimmelsen är detsamma hos båda. Mellan det omedelbara, fysiologiska sinnesintrycket och perceptionen, det vill säga den själsliga varseblivningen (uppfattningen om vad sinnesförnimmelsen innebär), ligger en mer eller mindre lång kedja av tankeprocesser.
En enskild varseblivning ger i sig själv inte upphov till erfarenhet i egentlig mening. Erfarenhet uppkommer först genom jämförelse mellan och kombination av flera varseblivningar. Isolerade erfarenheter kan inte utgöra grund för sann vetenskap. Empirisk vetenskap uppstår genom gruppering och systematisering av en räcka erfarenheter.
Iakttagelsernas bevisvärde beror av deras noggrannhet och omfattning, och de efteråt uppställda satserna härleds enbart ur den gjorda erfarenheten.
Empiri har periodvis uppfattats som något negativt, dels på grund av att filosofer i misstro mot erfarenhetens andliga sida sett empirin såsom varande en motsats till tänkande, och därför ansett den som någonting underordnat, och dels då man förbisett att erfarenheten själv inte är tillräcklig för utrönandet av vad som verkligen är objektivt i erfarenheten, utan att det för detta också behövs en undersökning av den mänskliga kunskapsförmågan.
Noterbart är att flera av de stora empirikerna levde vid den tid, då naturvetenskaperna med väsentligt förbättrade tekniska hjälpmedel genomgick en snabb framväxt. För naturvetenskapsmännen var i förväg uppställda teorier av högst väsentlig betydelse, varför de ofta kom i dispyt med empirikerna, vilka i sin tur förordade äldre metoder grundade på erfarenhet.